# Jack Shea
John Amos „Jack” Shea (ur. 7 września 1910 w Lake Placid, zm. 22 stycznia 2002 w Saranac Lake) – amerykański łyżwiarz szybki, dwukrotny mistrz olimpijski.

## Kariera
Największe sukcesy w karierze Jack Shea osiągnął podczas igrzysk olimpijskich w Lake Placid w 1932 roku, zorganizowanych w jego rodzinnym mieście. Triumfował na dwóch najkrótszych dystansach: 500 i 1500 metrów. Nigdy nie zdobył medalu na mistrzostwach świata. W 1929 roku był mistrzem Stanów Zjednoczonych.
Mógł wystartować na igrzyskach w Garmisch-Partenkirchen w 1936 roku, jednak został poproszony przez rabina z Lake Placid o niebranie udziału w olimpiadzie organizowanej w nazistowskich Niemczech. Znajdował się w gronie organizatorów igrzysk w Lake Placid w 1980 roku.
Olimpijczykiem w biegach narciarskich był jego syn James, a w 2002 roku mistrzem olimpijskim w skeletonie został jego wnuk Jimmy. Zarówno Jack, jak i Jimmy składali ślubowanie olimpijskie w imieniu zawodników.
Zginął 22 stycznia 2002 roku w Saranac Lake w wypadku samochodowym.